# Hvaletinci
Hvaletinci este o localitate din comuna Sveti Andraž v Slovenskih goricah, Slovenia, cu o populație de 110 locuitori.